# Hammett (film)
Pour les articles homonymes, voir Hammett.
Pour plus de détails, voir Fiche technique et Distribution.
Hammett est un film américain réalisé par Wim Wenders, sorti en 1982.

## Synopsis
Dashiell Hammett est auteur de polars, vivant à San Francisco en 1928. Ancien détective privé au sein de l'agence Pinkerton, ses romans s'inspirent de faits réels. Un soir, Jimmy Ryan, son coéquipier d'autrefois vient le solliciter sur une enquête qu'il mène. Hammett est réticent mais accepte de lui venir en aide. Il faut retrouver Crystal Ling, une prostituée disparue. Hammett s'aperçoit bien vite que la jeune fille est très convoitée et qu'il n'est pas le seul à s'inquiéter de sa disparition.

## Fiche technique
- Titre original : Hammett
- Réalisation : Wim Wenders
- Scénario : Dennis O'Flaherty, Ross Thomas et Thomas Pope, d'après le roman éponyme de Joe Gores
- Production : Francis Ford Coppola
- Musique : John Barry
- Photographie : Joseph F. Biroc et Philip H. Lathrop (seconde équipe)
- Montage : Janice Hampton et Barry Malkin
- Décors : Dean Tavoularis
- Costumes : Ruth Morley
- Pays d'origine : États-Unis
- Format : Couleurs - 35 mm
- Genre : Policier
- Durée : 97 minutes
- Date de sortie : 17 septembre 1982

## Distribution
- Frederic Forrest (VF : Bernard Murat) : Dashiell Hammett
- Peter Boyle (VF : Jacques Dynam) : Jimmy Ryan
- Marilu Henner (VF : Marion Game) : Kit « Sue Alabama » Conger
- R. G. Armstrong (VF : André Valmy) : Le Lieutenant O'Mara
- Lydia Lei (VF : Jackie Berger) : Crystal Ling
- Elisha Cook Jr. (VF : Georges Aubert) : Eli
- Roy Kinnear (VF : Antoine Marin) : Eddie Hagedorn
- Richard Bradford (VF : Jacques Richard) : L'inspecteur Tom Bradford
- Jack Nance (VF : Maurice Sarfati) : Gary Salt
- Michael Chow (VF : Jacques Thébault) : Fong Wei Tau
- David Patrick Kelly : Le Punk
- Sylvia Sidney (VF : Lita Recio) : Donaldina Cameron
- Elmer Kline (VF : Jean Michaud) : Dr. Fallon
- Royal Dano (VF : Roger Crouzet) : Pops

## Autour du film
- Le film rend hommage à l'écrivain Dashiell Hammett, célèbre auteur de romans noirs.

## Distinctions
- Sélectionné au Festival de Cannes en 1982.